# 에이바 콜커
에이바 콜커(Ava Kolker, 2006년 12월 5일 ~ )는 미국의 배우, 가수이다.

## 출연 작품

### 영화
- 무서운 영화 5 (2013) - 릴리 역
- 케이트 맥콜 (2013)
- 인시디어스 4: 라스트 키 (2018)
- 레드슈즈 (2019)

### 텔레비전
- 라일리의 세상 (2014-17) - 에이바 모건스턴 역
- 시드니 투 더 맥스 (2019-21) - 올리브 로잘스키 역